# Shaheen-II
Shaheen-II là tên lửa đạn đạo đất đối đất tầm trung do Pakistan chế tạo, nó được thử nghiệm thành công lần đầu tiên vào ngày 9 tháng 3 năm 2004. Shaheen-II có tầm bắn 1500 - 2000 km, nó có thể được trang bị cả đầu đạn thông thường lẫn đầu đạn hạt nhân.
Shaheen-II được thiết kế và phát triển bởi NESCOM và Khu Liên hợp Quốc phòng (NDC) của Pakistan.  Loạt tên lửa Shaheen được đặt tên theo tên một con chim ưng sống ở vùng núi Pakistan. Tên lửa được coi là của Pakistan tương đương với Mỹ Pershing II.